# Nosferatu: Phantom der Nacht
Nosferatu: Phantom der Nacht (en Argentina y Colombia Nosferatu, el vampiro, en España y México Nosferatu, vampiro de la noche) es una película de 1979 producida en Alemania, escrita y dirigida por el director Werner Herzog. Sus protagonistas son Klaus Kinski en el papel de Nosferatu, Isabelle Adjani como Lucy Harker, Bruno Ganz como Jonathan Harker y Roland Topor como Renfield. Basada en la novela Drácula de Bram Stoker (1897) esta fue originalmente concebida como un remake de la película clásica muda Nosferatu, eine Symphonie des Grauens dirigida por Friedrich Wilhelm Murnau en 1922.
Existen dos versiones diferentes una en la que los actores hablan inglés y otra en la que hablan alemán. Fue recibida positivamente tanto por la crítica como por el público y consiguió cierto éxito comercial. Ello motivó que en 1988 se realizara una secuela de producción italiana, titulada Vampire in Venice, que guarda muy poca relación con su predecesora siendo Kinski el único actor del nuevo reparto que permanece en su rol. En 2024 se realizó un nuevo remake, dirigido por Robert Eggers, titulado Nosferatu (2024).
Es la segunda de las cinco colaboraciones entre Werner Herzog y Klaus Kinski: Aguirre, der Zorn Gottes (1972), Woyzeck (1979), Fitzcarraldo (1982) y Cobra Verde (1987).

## Sinopsis
La película está ambientada principalmente en la ciudad de Wismar (Alemania) y en la región rumana de Transilvania a mediados del siglo XIX.
Jonathan Harker (Bruno Ganz) es un agente inmobiliario en Wismar, Alemania. Su jefe, Renfield (Roland Topor), le informa que un noble llamado Drácula, desea comprar una propiedad en Wismar. Harker es elegido para visitar al conde y cerrar el lucrativo negocio. Dejando a su joven y sensible esposa Lucy (Isabelle Adjani) en Wismar al cuidado de su buena amiga Mina y su esposo, Harker emprende un viaje de 4 semanas al castillo de Drácula en Transilvania.
Al final de su viaje, Harker se detiene en una posada cercana al castillo, con un campamento de gitanos delante. Los lugareños le informan del «mal» que habita en el castillo y le ruegan que se mantenga alejado de él. A estos avisos se unen relatos y descripciones sobre el vampirismo. Harker ignora estos consejos tomándolos por supersticiones sin fundamento. Por la mañana, como nadie quiere llevarle, se ve obligado a ascender hacia el paso del Borgo a pie. Con la caída de la noche, un coche fúnebre se detiene junto a él y lo lleva al castillo de Drácula, donde se encuentra con el conde (Klaus Kinski). El misterioso noble es un personaje extraño, calvo, demacrado, de pálida piel y orejas puntiagudas, con afilados dientes incisivos y largas uñas. A pesar de esta aterradora apariencia, Drácula se muestra como un anfitrión solícito y hospitalario.
El solitario conde queda fascinado por un pequeño retrato de Lucy que se le cae al joven mientras preparaban los papeles del negocio, y acepta inmediatamente comprar la propiedad ofrecida por Harker en Wismar. Durante su visita al castillo, Harker tiene una serie de encuentros oníricos con el conde. Simultáneamente, Lucy se ve atormentada en Wismar por pesadillas catastróficas y maléficas. Por otra parte, Renfield es admitido en un sanatorio mental tras haber mordido a una vaca y desarrollar un misterioso tipo de psicosis, delirando sobre que la sangre es vida y atrapando moscas para comer.
Harker, horrorizado, descubre al conde durmiendo en un féretro, confirmándose así las sospechas de que Drácula es en realidad un vampiro. Esa misma noche, el conde parte hacia Wismar llevando consigo varios ataúdes llenos de la tierra maldita que necesita para realizar su vampírico descanso. Harker se encuentra atrapado en el castillo e intenta escapar a través de una ventana con una cuerda. La cuerda está hecha de sábanas y resulta no ser lo suficientemente fuerte. Harker cae y sufre varias heridas. Recogido por los gitanos, despierta en casa de unos campesinos en estado febril hablando sobre «ataúdes negros», por lo que la monja y enfermera que han avisado asume que su estado está afectando su salud mental, pero él insiste en marchar sin esperar la llegada de un médico.
Entre tanto, Drácula y sus féretros viajan a Wismar en barco. Los tripulantes del barco van muriendo o desaparecen sistemáticamente a manos del vampiro. Sin embargo, la tripulación cree que las muertes son debidas a la aparición de la peste: nosferatu significa agente transmisor de enfermedades, el que trae la peste. El barco fantasma, llega a Wismar con su misteriosa carga y el capitán muerto atado al timón. Un número de doctores y magistrados, incluyendo Van Helsing (Walter Ladengast), investigan los misteriosos acontecimientos acaecidos en el barco leyendo el cuaderno de bitácora. Ante el peligro de epidemia, se ordena una cuarentena pero Wismar se ve asolada por una plaga de ratas y la muerte se extiende rápidamente por la ciudad.
Cuando Harker regresa finalmente a Wismar, muestra síntomas de una enfermedad irremediable y parece no reconocer a su esposa Lucy. Ella tiene una noche un encuentro con el solitario conde, que se ha colado en su alcoba. Éste, desesperado y condenado a la inmortalidad, pide a Lucy que le dé un poco del amor que ella siente gratuitamente por Harker. Para desesperación del conde, Lucy se niega.
Tras leer los diarios de su marido y el libro sobre vampirismo que Harker se llevó de la posada, Lucy descubre la verdadera razón por la que la muerte asola Wismar, e intenta avisar a sus conciudadanos. Sin embargo, éstos le prestan poca atención. Así, Lucy decide destruir a Drácula ella sola. Para esto, atrae al vampiro a su dormitorio para que él beba su sangre, aunque le costará la vida.
La belleza y la pureza de Lucy distraen al conde, que no oye el canto del gallo y muere con los primeros rayos del sol. Van Helsing descubre el victorioso cadáver de Lucy y remata al conde clavándole una estaca en el corazón. En un inquietante giro final, Harker resurge de su misteriosa enfermedad catatónica convertido en un vampiro y organiza el arresto de Van Helsing. Harker es visto por última vez marchando a lomos de su caballo, afirmando enigmáticamente que aún le queda mucho por hacer.

## Elenco
| Actor            | Personaje             |
| ---------------- | --------------------- |
| Klaus Kinski     | Conde Drácula         |
| Bruno Ganz       | Jonathan Harker       |
| Isabelle Adjani  | Lucy Harker           |
| Roland Topor     | Renfield              |
| Walter Ladengast | Abraham van Helsing   |
| Martje Grohmann  | Mina                  |
| Dan van Husen    | Alcalde               |
| Jan Groth        | Jefe de puerto        |
| Carsten Bodinus  | Schrader              |
| Rijk de Gooyer   | Funcionario municipal |
| Clemens Scheitz  | Secretario            |
| John Leddy       | Cochero               |
| Jacques Dufilho  | Capitán del barco     |

## Variaciones sobre la novela original de Bram Stoker
Esta no es una lista exhaustiva y sólo intenta dar una idea sobre las diferencias existentes entre la novela y la película:
- El escenario de la novela en el Londres victoriano se cambia por la ciudad alemana de Wismar alrededor de 1850.
- Mina Harker se convierte en Lucy Harker.
- Los personajes de Arthur Holmwood y Quincey Morris se omiten.
- Renfield es el jefe de Harker.
- Drácula trae consigo la peste y destruye la ciudad.
- Drácula convierte a Harker en un vampiro.
- Drácula no se transforma.
- Hay una especial atención a la conexión psíquica entre Lucy y Harker.
- Drácula debe dormir de día y la luz del sol resulta letal para él.

## Antecedentes y producción

### Revisión
Mientras que Nosferatu, eine Symphonie des Grauens se produjo como una adaptación del libro de Bram Stoker, la película de Herzog se hizo como un homenaje a la versión muda de 1922. Los productores de la versión de 1922, al no conseguir los derechos de autor de la novela, cambiaron algunos detalles pequeños para evitar tener problemas. Ello no impidió que se presentara una demanda contra los productores de Nosferatu que resultó en una orden de destrucción de todas las copias de la película. Algunas copias no obstante sobrevivieron y fueron restauradas tras la muerte de la viuda de Stoker y la consiguiente expiración de los derechos de autor.
Herzog considera el Nosferatu de Murnau la mejor película jamás hecha en Alemania. Era su sueño hacer una revisión de este clásico utilizando al versátil Kinski en el papel de Conde. En 1979 los derechos de autor de la novela habían expirado, por lo que fue posible incluir los nombres originales de los personajes. Extrañamente, Herzog llamó a la esposa de Harker «Lucy Harker» a pesar de que en la novela este personaje se llama Mina.

### Producción

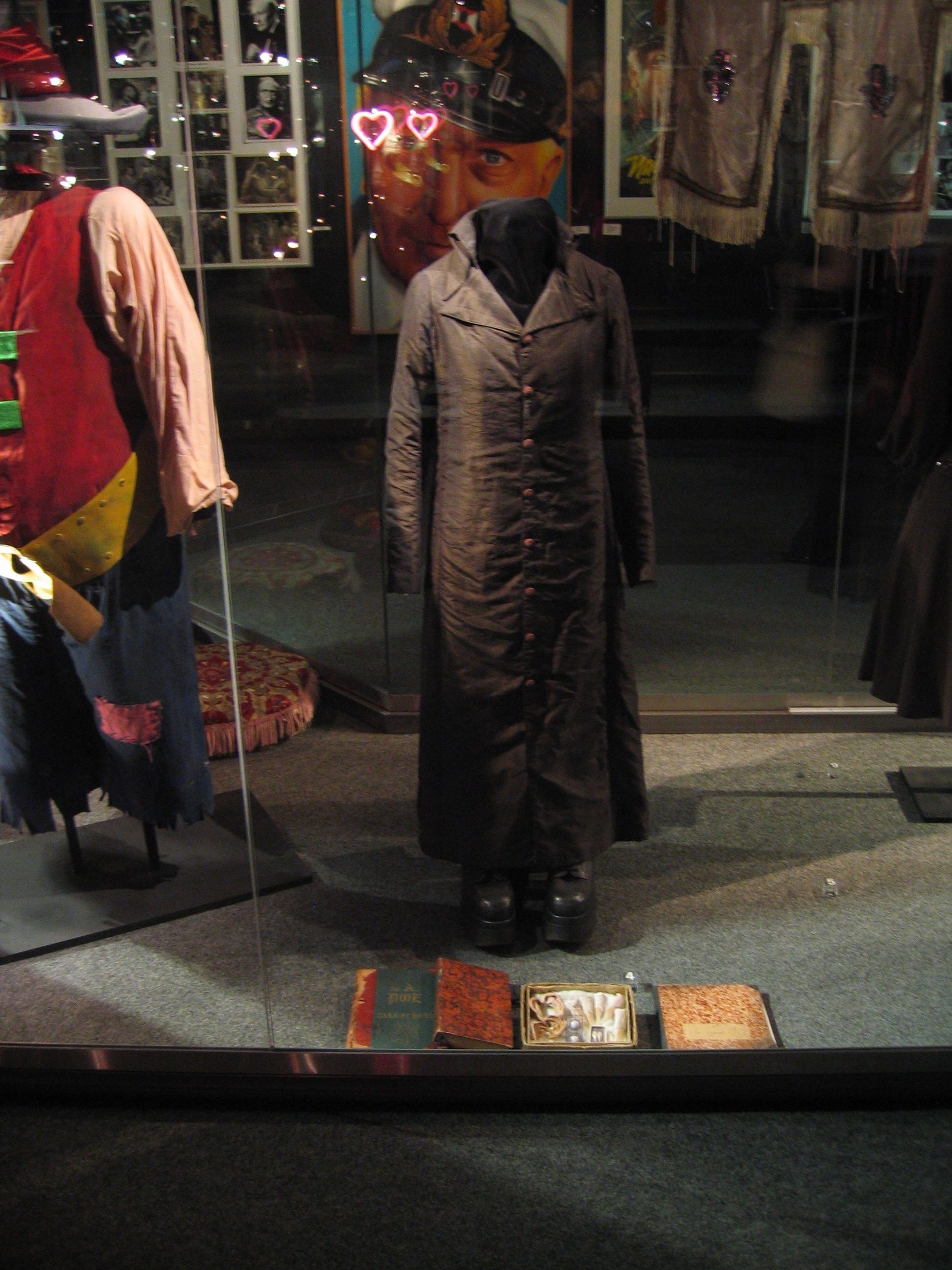
Traje llevado por Klaus Kinski en la Nosferatu de Herzog. Se encuentra expuesto en el Filmmuseum Düsseldorf de Alemania.

Nosferatu: Phantom der Nacht fue una coproducción entre Werner Herzog Filmproduktion, Gaumont y ZDF (Zweites Deutsches Fernsehen). Como era común en los 70 en Alemania fue rodada con un presupuesto mínimo y un equipo de sólo 16 personas. Herzog no pudo filmar en Bremen, lugar de la puesta en escena del original según los intertítulos ingleses y franceses, así que recolocó la película en la localidad holandesa de Delft. Parte de las escenas fueron rodadas en Schiedam tras la negativa del ayuntamiento de Delft de permitir soltar a 11.000 ratas para filmar unas determinadas escenas. La morada de Drácula fue filmada en varios lugares de la república Checa.
La distribuidora 20th Century Fox solicitó que se rodara una versión en inglés que para que la película fuese más atrayente a la audiencia angloparlante. Así pues, las escenas con diálogo se rodaron dos veces, una en alemán y otra en inglés. De esta manera se incluyen en ambas versiones las voces originales de los actores evitando el doblaje. No obstante algunos consideran que la versión en alemán es superior porque Kinski y Ganz pudieron interpretar mejor sus papeles en su lengua materna.

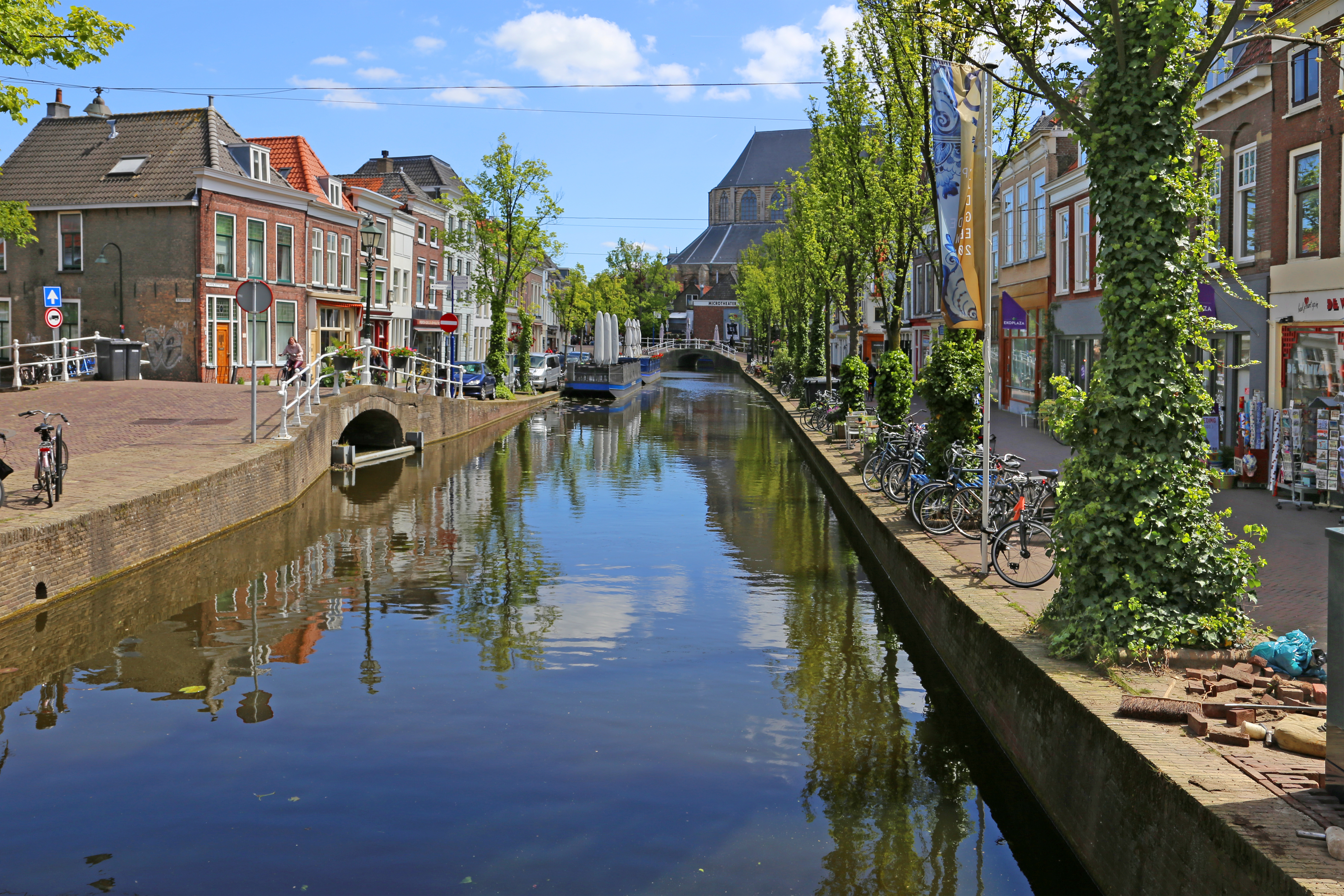
Delft, Países Bajos, donde se filmó la película

La solemne banda sonora de la película, Brüder des Schattens, Söhne des Lichts (Hermanos de la sombra, hijos de la luz), fue realizada por el grupo alemán Popol Vuh, que ya había colaborado con Herzog en anteriores proyectos.

### Datos de producción
- Las momias que se pueden ver al comienzo de la película son auténticas. Se las puede visitar en el museo de las momias de Guanajuato, México.
- Sólo cinco días después de terminar el rodaje de Nosferatu, Herzog y Kinski comenzaron a rodar Woyzeck con el mismo equipo de producción.
- Una grabación distinta de «Zinzkaro», canción popular georgiana presente en la banda sonora y realizada por el artista Ensemble Gordela, fue usada por Kate Bush en la canción «Hello Earth» de su álbum Hounds of love (1985).
- Un número de ratas domésticas fueron pintadas de gris para la película.
- Durante el transporte de las ratas a Delft estas crecieron de forma explosiva de los 11.000 ejemplares iniciales a los 30.000. Cuando se terminó de filmar la escena de las ratas en la película el alcalde de Delft anunció que cualquier rata capturada y entregada al ayuntamiento sería recompensado con cinco florines (dos euros). Durante tres semanas muchos niños de Delft se saltaron las clases para atrapar las valiosas ratas.
- En los extras de la versión de DVD lanzada en 2005 se puede ver un inquietante tráiler cinematográfico de la versión española que se produjo para el lanzamiento de la película en 1979.
- En 1986 se publicó un videojuego para los populares sistemas Amstrad CPC, Commodore 64, y ZX Spectrum basado en esta película y titulado Nosferatu el vampiro.
- Las escenas de interiores del castillo de Nosferatu se rodaron en el Castillo de Pernštejn (República Checa).[12]

## Recepción
La película se lanzó con el título original alemán de Nosferatu: Phantom der Nacht y en inglés como Nosferatu the Vampyre. Fue un éxito con la crítica que la puntuó en Rotten Tomatoes con una calificación de  "fresco" para el 94% de las 67 críticas profesionales y para el 83% de las más de 10.000 reseñas de los usuarios del portal de información cinematográfica. Es también considerada por muchos como un justo homenaje a la versión de Murnau, consiguiendo actualizar la versión original sin caer en una falta de creatividad interpretativa.
La producción de Herzog supo mantener un elemento de terror con varias muertes y un ambiente onírico y espectral. Herzog también consiguió desarrollar la trama de una manera significativa en comparación con muchas de las producciones existentes sobre Drácula. En especial se prestó una mayor atención a las emociones y la trágica soledad que sufría el Conde. La figura del Conde Orlok (ahora llamado Conde Drácula) es presentada como una figura fantasmal, pero también, hay un énfasis en su pathos: exhausto, rechazado y condenado a la inmortalidad.
El vestuario y maquillaje de Kinski logran una apropiada imitación de la que presentaba el legendario Max Schreck en el original de 1922. Cierto número de tomas constituyen una copia fidedigna de la versión original, aunque estas tomas fueron realizadas como una homenaje y no como una imitación.

### Reconocimientos
| Premios                              | Categoría                                   | Nominado/!                                | Resultado                                              | Ref.   |
| ------------------------------------ | ------------------------------------------- | ----------------------------------------- | ------------------------------------------------------ | ------ |
| Festival de Cine de Berlín           | Oso de Oro                                  | Werner Herzog                             | Nominado                                               | [ 15 ] |
| Festival de Cine de Berlín           | Oso de Plata al logro individual            | Henning von Gierke (diseño de producción) | Empate con Sten Holmberg por la Fotografía de Kejsaren | [ 15 ] |
| Festival de Cine de Cartagena        | Pelícano de Oro al mejor actor              | Klaus Kinski                              | Ganador                                                |        |
| Premios del Cine Alemán              | Mejor Director                              | Werner Herzog                             | Nominado                                               |        |
| Premios del Cine Alemán              | Mejor Actor                                 | Klaus Kinski                              | Ganador                                                |        |
| Premios del Cine Alemán              | Mejor Actriz                                | Isabelle Adjani                           | Nominada                                               |        |
| Premios del Cine Alemán              | Mejor Fotografía                            | Jörg Schmidt-Reitwein                     | Nominado                                               |        |
| Premios del Cine Alemán              | Mejor Diseño de Producción                  | Henning von Gierke, Gisela Storch         | Nominados                                              |        |
| National Board of Review             | Top 5 películas extranjeras                 | Nosferatu the Vampyre                     | Ganadora                                               | [ 16 ] |
| Premios Sant Jordi de Cinematografía | Mejor Interpretación en película extranjera | Klaus Kinski                              | Ganador                                                |        |
| Saturn Awards                        | Mejor Película Extranjera                   | Nosferatu the Vampyre                     | Nominada                                               | [ 17 ] |
| Saturn Awards                        | Mejor Vestuario                             | Gisela Storch                             | Nominada                                               | [ 17 ] |